# Jeep Commander (2021)
O Jeep Commander, também conhecido como o Jeep Meridian na Índia, é um SUV crossover do segmento D produzido pela Jeep desde 2021. Baseado no Compass, o veículo foi alongado para acomodar três fileiras de bancos (7 lugares). É oferecido principalmente em mercados emergentes, como América Latina e Índia, mas também é comercializado no Japão. O veículo foi introduzido no Brasil em agosto de 2021 e na Índia em abril de 2022. O Commander/Meridian está posicionado acima do Compass.

## Visão geral
Lançado em 27 de agosto de 2021 no Brasil, o Commander é construído na plataforma global Small Wide compartilhada com o Compass. Como resultado, não tem relação com o Grand Commander vendido na China. Durante a sua introdução, afirma-se ser o único SUV do segmento D produzido no Brasil. O veículo é 365 mm mais comprido e possui 158 mm a mais na distância entre eixos em comparação com o Compass. O volume do porta-malas do Commander é de 661 litros com somente os 5 bancos em uso, 233 litros com os 7 bancos em uso ou 1.760 litros quando os bancos da segunda e terceira fileiras estão totalmente rebatidos.
No Brasil, está disponível com um motor turboflex (gasolina/álcool) de 1,3 litro comercializado como "T270" que produz 185 cv e 27,5 kg⋅m (270 N⋅m), que é apenas opcionalmente com tração dianteira e transmissão automática de 6 velocidades. Um motor turbodiesel de 2,0 litros comercializado como "TD380" está disponível e produz 170 cv e 38,7 kg⋅m (380 N⋅m) com tração nas quatro rodas e transmissão automática de 9 velocidades como padrão.
Na Índia, o veículo foi introduzido em abril de 2022 e lançado em 19 de maio de 2022 como Meridian. A produção começou no início de maio de 2022. Apenas uma opção de motor está disponível, que é o motor turbodiesel de 2,0 litros.

O Commander foi colocado à venda no Japão em outubro de 2022, importado da Índia.

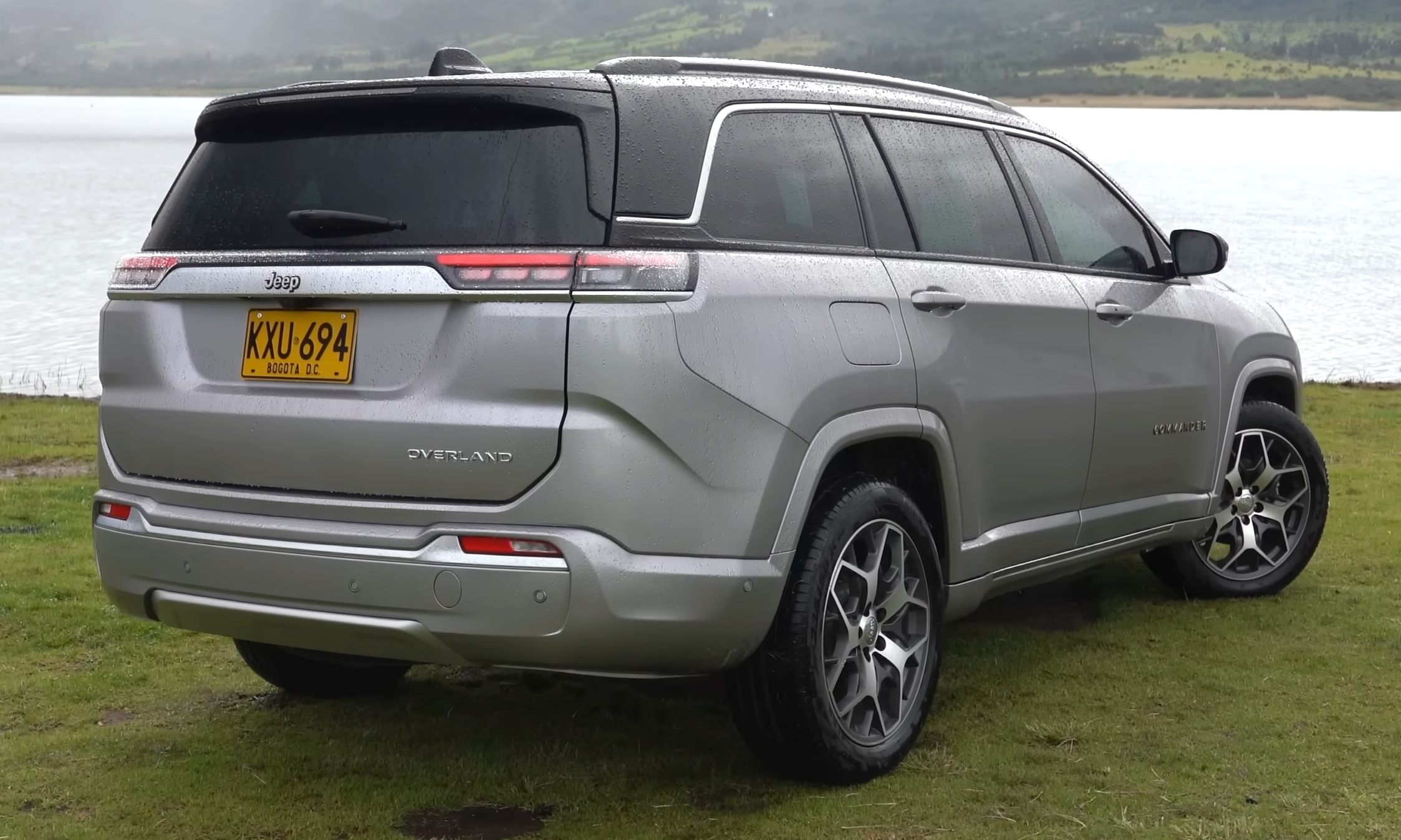
Vista traseira
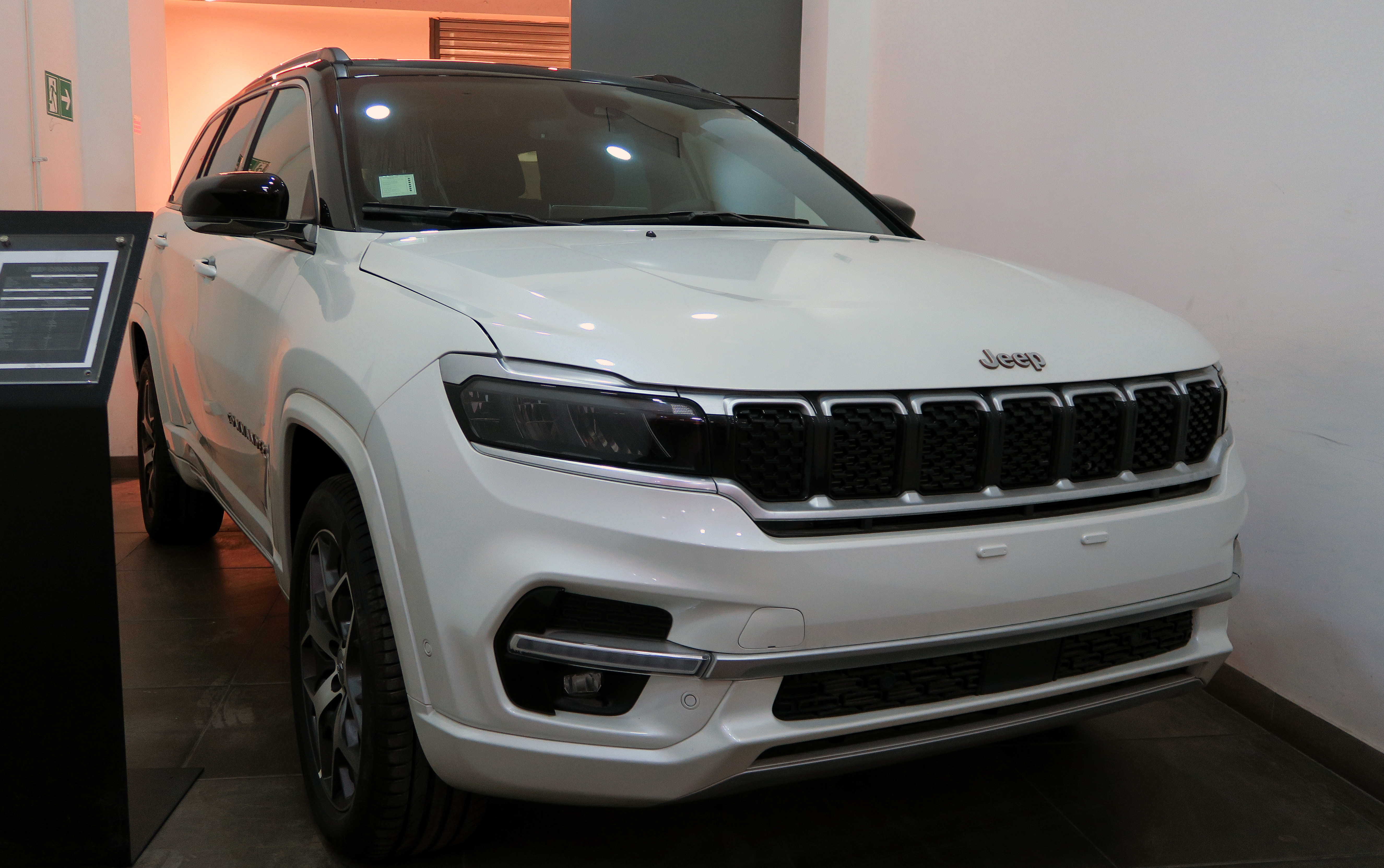
Jeep Commander Overland

## Vendas

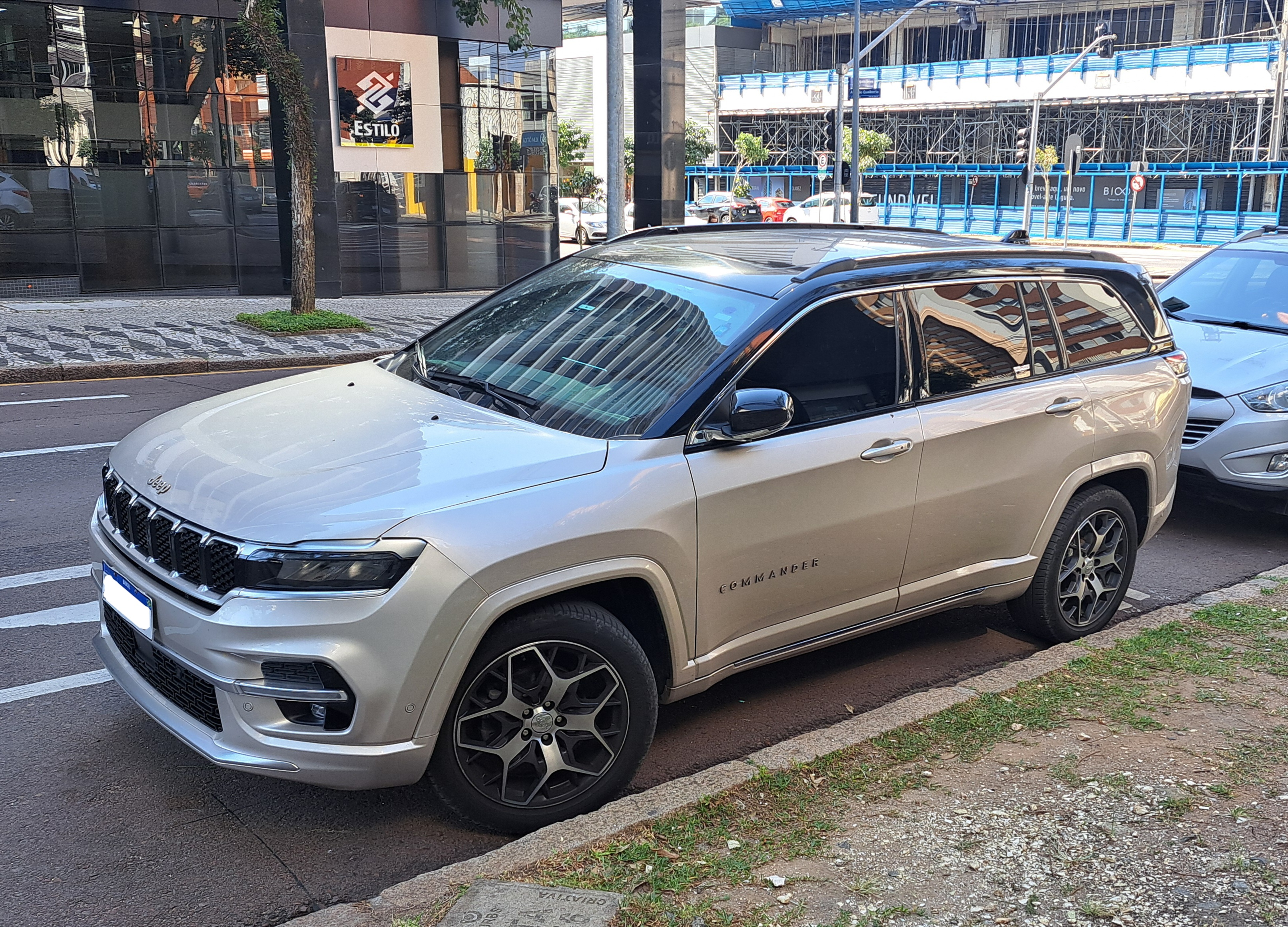
Jeep Commander no Brasil

| Ano  | Brasil |
| ---- | ------ |
| 2021 | 3.715  |
| 2022 | 22.311 |
| 2023 | 19.889 |
| 2024 | 16.739 |